# Samuel Radley
Samuel Radley (...) è un artista marziale misto britannico.

## Carriera

### MMA
Ha esordito in MMA il 17 febbraio 2018 a Brentwood in un match contro il britannico Joshua Herdman, nella categoria Catchweight nell'evento ROC - Rise of Champions 5 perdendolo per decisione split. 

#### Risultati nelle arti marziali miste
| Risultato | Record | Avversario     | Metodo            | Evento                    | Data             | Round | Tempo | Città                  | Note  |
| --------- | ------ | -------------- | ----------------- | ------------------------- | ---------------- | ----- | ----- | ---------------------- | ----- |
| sconfitta | 0-1    | Joshua Herdman | Decisione (split) | ROC - Rise of Champions 5 | 17 febbraio 2018 | 3     | 3:00  | Brentwood, Regno Unito | [ 2 ] |